# فهرست غذاهای ژاپنی

## غذاهای برنجی
| نام              | تصویر | تلفظ                         | موادِ اصلی و توضیحات |
| ---------------- | ----- | ---------------------------- | --- |
| مشی یا گوهان     |       | 飯 gohan/meshi               | مشی و به‌صورت مؤدبانه گُوهان خوراکی است که پختن غلاتی مانند برنج، گندم، جو، چاودار و یولاف و غلات تیرهٔ ارزن تهیه شده باشد. روش پختن آن اینست که مقدار نسبتاً زیادی آب به این غلات افزوده و تا زمانی که آب آن کاملاً برچیده شود؛ این غلات پخته می‌شوند. به عبارت دیگر به خوراکی که از آب‌پز کردن این غلات به دست می‌آید، گوهان گفته می‌شود. به‌طورکلی به غذا نیز در زبان ژاپنی گوهان گفته می‌شود. در زبان کنونی مردم ژاپن، این واژه به‌خصوص به برنج ژاپنی پخته شده، اشاره دارد. |
| برنج چسبناک      |       | もち米 mochi-Kome            | موچی‌کومه (به ژاپنی: もち米 mochi-Kome) یا برنج گلوتینوس یکی از انواع برنجِ آسیایی است که پس از پخت دانه‌های برنج چسبندگی بیشتری نسبت به انواع دیگر برنج دارند. |
| تاماگوکاکه گوهان |       | 卵かけご飯 Tamago kake gohan | در این نوع غذا گوهان (برنج ژاپنی) به همراه تخم مرغ خام بهم زده می‌شود و به عنوان چاشنی از سس سویا استفاده می‌شود. |
| اوچازوکه         |       | 茶漬け Chazuke               | در اصل به غذای حاصل از ریختن چای سبز در روی گوهان (برنج سفید پختهٔ ژاپنی) گفته می‌شود اما می‌توان به جای چای سبز، داشی یا تنها آب جوشیده شده را نیز بکار برد. |
| اونیگیری         |       | おにぎり Onigiri             | یک نوع گوهان (برنج) شکل داده شده است. ممکن است به برنج ژاپنی پخته‌شده مزه اضافه شود یا مواد غذایی در داخل برنج قرار داده‌شود و با فشردن به شکل سه گوش یا گرد شکل داده‌می‌شود. در ژاپن از قدیم به عنوان غذای همراه استفاده می‌شده است. |
| تاکی‌کومی گوهان   |       | 炊き込みご飯 Takikomi gohan  | در هنگام پختن گوهان (برنج ژاپنی) موادغذایی و چاشنی‌های مختلفی به آن افزوده می‌گردد. برای چاشنی تاکی‌کومی گوهان، معمولاً از کونبو، داشی و سس سویا استفاده می‌شود. |
| کامامیشی         |       | 釜飯 Kamameshi               | در آن به برنج سس سویا و میرین و چاشنی افزوده می‌شود و بر روی آن شیتاکه (نوعی قارچ) و گوشت مرغ و مواد غذایی دیگر قرار داده می‌شود. این غذا بر روی دیگ یک‌نفره پخته می‌شود. |
| سکی‌هان           |       | 赤飯 Sekihan                 | از مخلوط کردن و پختن ۱۰ تا ۲۰ درصد آزوکی (یک نوع لوبیای قرمز کوچک) یا لوبیای چشم‌بلبلی و برنج گلوتینوس برنج چسبناک تهیه می‌شود. نسبت به برنج سفید ۲۰ تا ۵۰ درصد کالری بیشتری دارد همچنین از نظر داشتن مس، پروتئین و روی بسیار غنی‌تر از برنج سفیداست. معمولاً سکی‌هان در جشن‌های سالیانه و به مناسبت جشن تولد تهیه می‌شود. |
| موچی             |       | 餅 Mochi                     | نوعی خوراکی است که از غلات به‌ویژه برنج ژاپنی تهیه می‌شود. در یک نوع آن برنج با آب و حرارت پخته و به‌وسیلهٔ فشار خارجی و کوبیدن در هاون تبدیل به ماده‌ای چسبناک می‌شود و بعد به آن شکل مخصوصی داده می‌شود. در نوع دیگر آن به آرد غلات آب گرم افزوده شده و پس از ورز دادن بخارپز می‌شود. هر چند موچی در تمام مدت سال مصرف دارد ولی بیشتر به عنوان یک غذای سنتی شهرت دارد که در سال نو ژاپنی تهیه می‌شود.                                                                      |

### کایو
| نام    | تصویر | تلفظ                 | موادِ اصلی و توضیحات |
| ------ | ----- | -------------------- | --- |
| کایو   |       | 粥، お粥 Kayu, Okayu | به‌طور کلی به نوعی برنج گفته می‌شود که نسبت به برنج معمولی میزان آب بیشتری برای پخت بکار رفته و نرمی برنج بیشتر و سوپ مانند است. هضم کایو بسیار آسان بوده و معمولاً برای بیماران، پیران و کودکان خردسال تهیه می‌شود.   |
| زوسویی |       | 雑炊 Zosui           | در این نوع غذا به گوهان (برنج ژاپنی) داشی (سوپ رقیق)، سس سویا، میسو یا چاشنی‌های دیگر افزوده می‌شود. به غیر از این چاشنی‌ها به برنج انواع گوشت، خوراک دریایی، قارچ و سبزیجات را افزوده و تمام مواد دوباره پخته می‌شود. |

### دون‌بوری
دون‌بوری یک نوع سبک غذا در آشپزی ژاپنی است. معنای لغوی دون در اصل به کاسه است. دون از فنجان چای سبز و کاسهٔ معمولی برنج بزرگ‌تراست. دون‌بری به کاسهٔ برنجی گفته می‌شود که در زیر آن گوهان (برنج ژاپنی پخته) و بر روی آن، ماهی، گوشت، سبزیجات، و موادغذایی دیگر قرار گرفته باشد. دون‌بوری یکی از قدیمی‌ترین سبک‌های آشپزی ژاپنی به‌شمار می‌آید.
| نام       | تصویر | تلفظ            | موادِ اصلی و توضیحات |
| --------- | ----- | --------------- | --- |
| کاتسودون  |       | カツ丼 Katsudon | نوع رایج آن به این صورت است که بر روی گوهان (برنج ژاپنی) یک قطعه تونکاتسو (گوشت خوک فرای) همراه با تخم‌مرغ گذاشته می‌شود. |
| تکادون    |       | 鉄火丼 Tekkadon | در آن از ساشیمی ماهی تن (به‌صورت خام) استفاده می‌شود. این نوع غذا از اوایل دوره میجی به وجود آمده است. در یک کاسه ابتدا سومشی یا برنج با طعم سرکه را قرار داده سپس نوری (جلبک) خُرد شده را بر روی برنج گذاشته و در بالای آن، ماهی تنی که به صورت اریب برش داده شده به‌طور منظم قرار داده می‌شود. برای چاشنی از واسابی استفاده می‌شود. |
| اویاکودون |       | 親子丼 Oyakodon | برای تهیه ابتدا گوشت مرغ را در مخلوطی از داشی، پیاز خورد شده، شکر و سس سویا جوشانده و سپس تخم‌مرغ بهم زده شده به این مخلوط افزوده می‌شود. در آخر این مخلوط بر روی گوهان (برنج ژاپنی) قرار داده می‌شود. برای تزئین روی غذا از سبزیجات سبز رنگ مانند میتسوبا استفاده می‌شود.                                                          |
| گیودون    |       | 牛丼 Gyūdon     | در گیودون گوشت گوساله ورقه ورقه شدهٔ نازک و پیاز ورقه شده همراه هم پخته و مزهٔ داده می‌شوند سپس در کاسهٔ مخصوصی به نام دون یا دون‌بری ابتدا گوهان (برنج ژاپنی پخته) و بر روی آن، مخلوط گوشت گاو و پیاز پخته شده، قرار می‌گیرد. گیودون معمولاً به همراه بنی‌شوگا (ترشی زنجبیل) صرف می‌شود.                                                |
| تندون     |       | 天丼 Tendon     | در این نوع غذا تمپورایی که از مواد دریایی یا سبزیجات تهیه شده در حالی که هنوز کاملاً داغ است ابتدا در داخل سس به مدت کوتاهی فرو برده و بیرون آورده می‌شود سپس این تمپورا بر روی گوهان (برنج ژاپنی پخته) قرار داده می‌شود. |
| اونادون   |       | 鰻丼 Unadon     | در آن از مارماهی ژاپنی (اوناگی) استفاده می‌شود. در این نوع غذا در یک کاسه ابتدا گوهان یا برنج ژاپنی تازه پخته شده را قرار داده سپس بر روی آن مارماهی کباب شده قرار داده می‌شود. برای چاشنی تاره (نوعی سس با طعم سس سویا) بر روی مارماهی ریخته شده و پودر زانشو (نوعی ادویهٔ تند) نیز بر روی ماهی پاشیده می‌شود.                     |

### سوشی
سوشی خوراکی برنجی در آشپزی ژاپنی است و آمیزه‌ای است از برنج پختهٔ ژاپنی با چاشنی سرکه، چندین گونه خوراک دریایی (بیشتر خام)، سبزیجات و تخم مرغ که به صورت سرد خورده می‌شود.
| نام                  | تصویر | تلفظ                     | موادِ اصلی و توضیحات |
| -------------------- | ----- | ------------------------ | --- |
| نیگیری‌زوشی           |       | 握り寿司 nigiri-zushi    | این نوع سوشی در اصل غذای سنتی شهر ادو یا توکیوی کنونی بوده است. در این نوع سوشی بر روی برنج سوشی یا سومشی که طول آن تقریباً به اندازهٔ یک انگشت است مواد غذایی گذاشته شده و با دست به آن شکل داده می‌شود.                                                                                |
| ماکی‌زوشی             |       | 巻き寿司 makizushi       | مواد سوشی در داخل برنج به حالت رول در می‌آیند و دور این رول با موادی مانند جلبک نوری یا تخم‌مرغ املت پیچانده می‌شود. |
| ته‌ماکی (سوشی دست‌پیچ) |       | 手巻き寿司 Temaki-zushi  | در این نوع سوشی مواد غذایی شامل برنج، و مواد دیگر یا به اصطلاح ژاپنی نتا در داخل یک جلبک دریایی به نام نوری قرار گرفته و به همراه یکدیگر به شکل یک قیف پیچانده می‌شوند. |
| چیراشی‌زوشی           |       | ちらし寿司 Chirashizushi | به‌طورکلی این نوع سوشی به دو گروه بزرگ تقسیم می‌شود. در یک گروه موادِ سوشی که بیشتر خام هستند بر روی گوهان سرکه‌زده گذاشته و پخش می‌شوند. در نوع دیگر مواد در داخل گوهان سرکه‌زده مخلوط می‌شوند.                                                                                             |
| ایناری‌زوشی           |       | 稲荷寿司 Inari-zushi     | نوعی غذاست که لایهٔ بیرونی آن را آبوراآگه‌ای (فراورده‌ای از سویا) که در ضمن پختن شدن طعم ترش‌وشیرین به آن داده می‌شود، تشکیل می‌دهد. این فراورده دو لایه دارد و می‌توان آن را به شکل یک پاکت یا کیسه استفاده کرد. بعد از بازکردن دو لایه آبوراآگه با برنج سوشی، یا انواع دیگر برنج پر می‌شود. |
| اوشی‌زوشی             |       | 押し寿司 Oshizushi       | در این نوع سوشی در جعبهٔ قالب پرس سوشی، مواد لازم در لابلای برنج سوشی یا سومشی گذاشته شده و نصف روز در داخل این جعبه تحت فشار قرار می‌گیرند تا بهم فشرده شده و شکلی بهم پیوسته پیدا کنند.                                                                                               |
| مهاری‌زوشی            |       | めはり寿司 Mehari-zushi  | خوراک سنتی بخش جنوبی استان واکایاما و استان میه در ژاپن است. در اصل نوعی اوبنتو (غذای همراه) بوده است. در این نوع سوشی برنج با برگ تاکانا پیچیده می‌شود. |

### نوشیدنی‌های الکلی برنج
- ساکی
- شوچو

## دیگر غذاهای اصلی

### نودل
نودُل یا مِن (به ژاپنی: 麺 men) به خمیری که از ترکیب آرد از قبیل آرد گندم، آرد گندم سیاه (چاودار)، آرد برنج یا دیگر انواع آردهای نشاسته دار با آب و نمک به وجود آمده و سپس به شکل رشته‌های نازک و دراز شکل داده شده است، گفته می‌شود.
- سوبا
- اودون
- سومن
- رامن
- چانپون
- هیاشی‌چوکا: نودل پس از پخته شدن در داخل آب سرد آبکشی می‌شود. مواد غذایی همراه نودل تعیین شده نیستند اما تمامی مواد باید به نحوی بریده شوند که خوردن آن با چاپستیک آسان باشد. برخلاف ژاپن در کشور چین این غذا به صورت گرم خورده می‌شود.[۹]
- اوکیناواسوبا
- یاکی‌سوبا
- یاکی‌اودون

### نان
- کاره‌پان (نان کاری)
- آنپان
- یاکی‌سوبا پان
- کوروکه‌پان
- مرون‌پان
- کاتسوساندو

## غذاهای مکمل، اوکازو
اوکازو

### روغن‌پزی عمیق
- کاراآگه
- کوروکه
- کوشی‌کاتسو
- تمپورا
- تونکاتسو

### کباب پز و ماهیتابه‌ای
- جیائوزی (گیوزا)
- کوشی‌یاکی
- موتویاکی
- اوکونومی‌یاکی
- تاکویاکی
- تری‌یاکی
- اوناگی
- تاکویاکی
- هورمون‌یاکی
- جینگیسوکان
- یاکی‌توری
- یاکی‌ساکانا

## غذاهای وارداتی و سازگار شده
- کاری ژاپنی
- هایاشی‌رایس
- ام‌رایس
- چاهان